# Stille flyder Don (film fra 1957)
 For alternative betydninger, se Stille flyder Don (flertydig). (Se også artikler, som begynder med Stille flyder Don)
Stille flyder Don (russisk: Тихий Дон) er en sovjetisk spillefilm fra 1957 af Sergej Gerasimov.

## Medvirkende
- Pyotr Glebov som Grigorij Melekhov
- Elina Bystritskaja som Aksinija
- Zinaida Kirijenko som Natalja
- Ljudmila Khitjaeva som Darja Melekhova
- Daniil Iltjenko som Pantelej Melekhov